# Distretto di Kullu
Il distretto di Kullu è un distretto dell'Himachal Pradesh, in India, di 379 865 abitanti. Il suo capoluogo è Kullu.